# Penny cherche un père
Pour plus de détails, voir Fiche technique et Distribution.
Penny cherche un père (That Night with You) est un film américain réalisé par William A. Seiter, sorti en 1945. À un moment donné, le film a porté le titre Once Upon a Dream.

## Synopsis
La jeune chanteuse, Penny Parker, veut si désespérément apparaître à Broadway qu'elle se rend chez un producteur de premier plan, Paul Renaud, et lui dit qu'elle est la fille issue de l'une de ses anciennes liaisons amoureuses avec une jeune femme qu'il a connue il y a des années. Il s'aperçoit rapidement de son mensonge, mais l'accueille tout de même chez lui.

## Fiche technique
- Titre : Penny cherche un père
- Titre original : That Night with You
- Réalisation : William A. Seiter
- Scénario : Arnold Belgard, Michael Fessier (en) et Ernest Pagano (en)
- Photographie : Charles Van Enger
- Décors : John B. Goodman et Martin Obzina (en)
- Costumes : Vera West
- Montage : Fred R. Feitshans Jr. (en)
- Musique : Hans J. Salter (non crédité)
- Production : Howard Benedict, Michael Fessier et Ernest Pagano
- Société de production : Universal Pictures
- Pays d'origine : États-Unis
- Langues originales : Anglais
- Format : Noir et blanc - 1,37:1 - Mono
- Genre : Comédie
- Durée : 84 minutes
- Date de sortie : 
  - États-Unis : 28 septembre 1945
  - France (sortie limitée) : 19 novembre 1948
  - France (2nde sortie) : 29 mars 1950

## Distribution
- Franchot Tone : Paul Renaud
- Susanna Foster : Penny Parker
- David Bruce : Johnny
- Louise Allbritton : Sheila Morgan
- Jacqueline deWit : Blossom Drake
- Irene Ryan : Prudence
- Buster Keaton : Sam
- Howard Freeman : Wilbur Weedy
- Barbara Sears : Clarissa
- Teddy Infuhr (en) : Bingo

### Non crédités
- Virginia Brissac : Madame Hawthorne
- Anthony Caruso : Ténor
- Tom Fadden : Laitier
- Mary Forbes : Madame Brock
- Harold Goodwin : Robertson
- Russell Hicks : Henry Brock
- Syd Saylor : Conducteur de taxi
- Belle Mitchell : Mère à la pomme
- William Desmond : Homme au marché
- Lillian West : Femme mince
- Ernie Adams : Homme dans la ruelle
- Jimmy Ames : Portier
- Polly Bailey : Femme enrobée
- Vangie Beilby : Femme mince
- Mary Benoit : Propriétaire
- Margaret Bert (en) : Mère
- Jo Brandon : Modèle
- Nancy Brinckman : Colporteur
- Wheaton Chambers (en) : Juge de paix Franklin
- Eddy Chandler : Portier
- Roxanne Collins : Femme de ménage
- Norma Creiger : Modèle
- Robert Dane : Kirk Patrick
- Dulce Day : Propriétaire
- Evelyn Eaton : Barbara
- Virginia Engels : Propriétaire
- Myrtle Ferguson : Femme mince
- Antonio Filauri : Pêcheur
- Mabel Forrest
- Dick French : Leason
- Janet Ann Gallow : Orpheline
- Jody Gilbert (en) : Masseuse
- Pat Gleason : Homme dans la ruelle
- Dorothy Gratz : Femme de ménage
- Karolyn Grimes (en) : Orpheline
- Barbara Haines : Femme de ménage
- Don C. Harvey (en) : Kirkpatrick
- Tommy Hawkins : Enfant
- Russell Hicks : Henry Brock
- Ruth Houlihan : Femme de ménage
- Franzette James : Femme de ménage
- John Kelly : Client
- Elaine Kemper : Modèle
- Donald Kerr : Client
- Mitchell Kowal : Homme dans la ruelle
- Elaine Lange : Fille dans la file d'attente
- Freddie Lathrop : Femme de ménage
- George Leigh : Darcy
- Louise Long (en) : Femme italienne
- Wilbur Mack (en) : Logan
- Rose McQuoid : Femme enrobée
- Art Miles : Ténor
- Doreen Mulvey : Modèle
- Roger Neury : Maître d'hôtel
- Sandra Orans : Enfant
- Bertha Priestley : Femme enrobée
- Julian Rivero (en) : Joueur de concertina
- Mabel Smaney : Femme enrobée
- Edna Smith : Femme mince
- Barbara Swanson : Femme de ménage
- Hank Tobias : Enfant
- Doreen Tryden : Soliste
- Nanette Vallon : Réceptionniste
- Jean Vanderwilt : Enfant
- Jane Weeks : Fille dans la file d'attente
- Mary Wolfers : Femme de ménage